# Lepidepecreum serratum
Lepidepecreum serratum is een vlokreeftensoort uit de familie van de Lysianassidae. De wetenschappelijke naam van de soort is voor het eerst geldig gepubliceerd in 1925 door Stephensen.